# Keak da Sneak

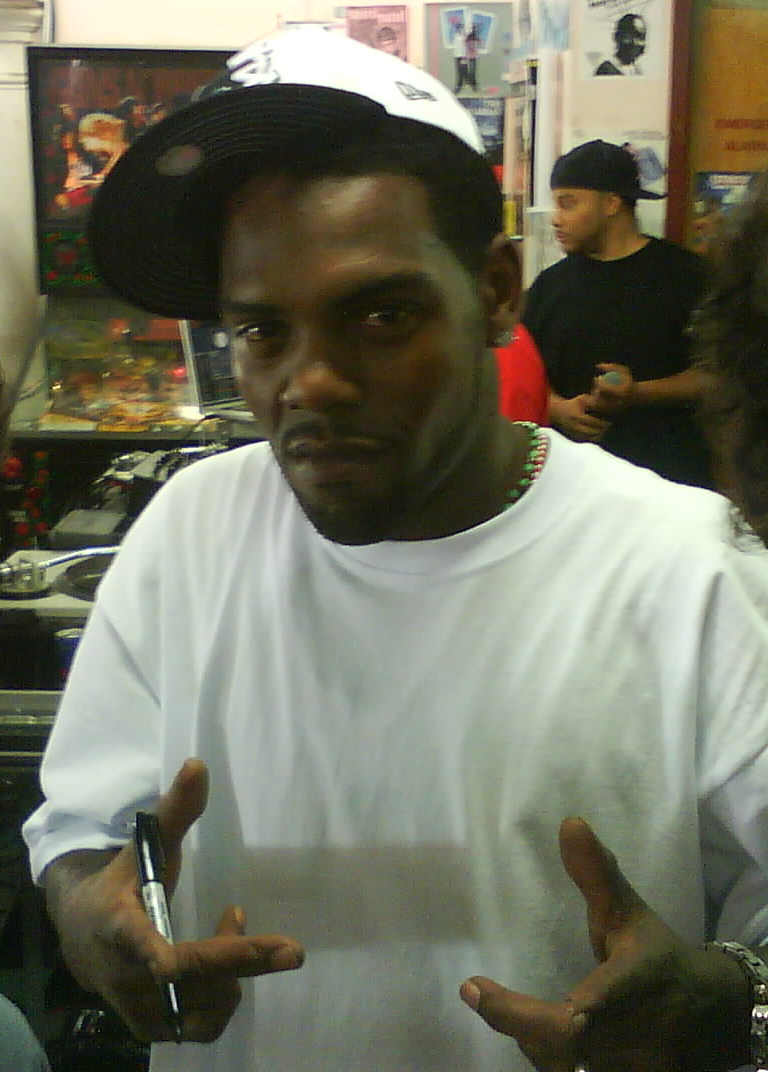

Charles Toby Bowens, född 21 oktober 1977, mest känd som Keak da Sneak, är en amerikansk rappare från Oakland, Kalifornien. Vid 16 års ålder var han känd som Z-Kush  men blev känd som "Keak da Sneak" vid 17 års ålder. Han är erkänd som grundare av hiphopgenren Hyphy (grundad 1994). 
Han är även känd för att ha populariserat en klädstil som bland annat innefattar secondhand-kläder, hattar av märket 59Fifty, samt bling-bling.
Som femtonåring medverkade Keak på sitt första studioalbum, Dual Committe, med gruppen 3X Krazy.

## Diskografi

### Soloalbum
- 1999: Sneakacydal
- 2001: Hi-Tek
- 2002: Retaliation
- 2002: The Farm Boyz
- 2003: Copium
- 2003: Counting Other Peoples Money
- 2004: Keak da Sneak
- 2005: Town Business
- 2005: That's My Word
- 2005: On One
- 2006: Contact Sport
- 2006: Kunta Kinte
- 2006: Thizz Iz Allndadoe
- 2008: Deified
- 2010: Mobb Boss
- 2011: Sneakacydal Returns